# Grigore Preoteasa

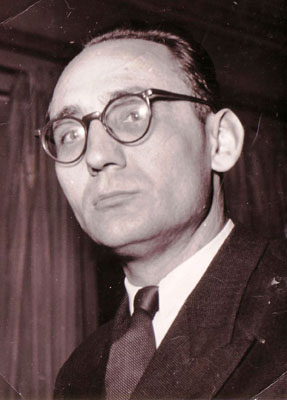
Grigore Preoteasa

Grigore Preoteasa (* 25. August 1915 in Bukarest; † 4. November 1957 in Moskau, Sowjetunion) war ein rumänischer Journalist, Politiker und kommunistischer Aktivist. In der Zeit vom 4. Oktober 1955 bis zu seinem Tod war er rumänischer Außenminister.

## Leben
Grigore Preoteasa wurde 1915 in Bukarest geboren. Sein Vater war ein Bukarester Schriftsetzer der in der Druckerei der Staatsbahnen arbeitete. Nach der Schule besuchte Preoteasa die Fakultät für Philologie der Universität Bukarest. Später wurde er Mitglied der Rumänischen Kommunistischen Partei und Führer der Demokratischen Studenten Front (Frontul Studenţesc Democrat or Frontul Democratic Universitar). Zwischen Ende 1944 und 1946 war er Chefredakteur der România Liberă. Der Freund von Nicolae Ceaușescu war ein typischer Vertreter des intellektuellen Nachwuchses der Partei.  Nach dem Aufstieg innerhalb der Partei wurde er am 4. Oktober 1955 rumänischer Außenminister.
Am 4. November 1957 flog Preoteasa mit einer rumänischen Staats- und Regierungsdelegation zum 40. Jahrestag der Großen Sozialistischen Revolution nach Moskau. An Bord der Maschine war auch Nicolae Ceaușescu. Das Flugzeug verunglückte beim Anflug auf den Moskauer Flughafen Wnukowo. Bei dem Flugzeugabsturz kamen Grigore Preoteasa sowie drei Besatzungsmitglieder ums Leben. Die anderen Flugzeuginsassen wurden leicht bis schwer verletzt. Der Leichnam von Grigore Preoteasas wurde anschließend im Moskauer Haus der Gewerkschaften aufgebahrt. Die Beisetzung fand nach der Überführung am 13. November 1957 auf dem Bukarester Friedhof Ghencea statt.